# My Christmas
My Christmas è un album natalizio di Andrea Bocelli, pubblicato nel 2009, rispettivamente il 3 novembre negli Stati Uniti e il 20 novembre in Italia, su etichetta Sugar Music, contiene canzoni interpretate in cinque diverse lingue: latino, inglese, francese, tedesco e italiano. È stata inoltre pubblicata una versione in lingua spagnola intitolata Mi Navidad.
Di notevole successo commerciale, l'album è rientrato nella classifica italiana degli album più venduti anche in occasione delle festività natalizie del 2010. Inoltre l'album è stato il quarto più venduto nel 2009 in Italia.

## Tracce
1. White Christmas/Bianco Natale (in inglese e italiano)
2. Angels We Have heard On High
3. Santa Claus Is Coming to Town
4. The Christmas Song feat. Natalie Cole
5. The Lord's Prayer feat. The Mormon Tabernacle Choir
6. What Child Is This? feat. Mary J. Blige / feat. Malika Ayane (Malika Ayane nella versione italiana dell'album, Mary J. Blige nella versione internazionale dell'album)
7. Adeste Fideles (in Latino)
8. O Tannenbaum (in tedesco, italiano ed inglese)
9. Jingle Bells feat. The Muppets
10. Silent Night (Astro del Ciel)
11. Blue Christmas feat. Reba McEntire
12. Cantique de Noel (In Francese)
13. Caro Gesù Bambino
14. Tu scendi dalle stelle (nella versione italiana dell'album)
15. God Bless Us Everyone (Dio ci Benedirà nell'edizione italiana dell'album)
16. I Believe feat. Katherine Jenkins

tracce in lingua spagnola
1. Blanca Navidad
2. Gloria In Excelsis Deo
3. Santa Claus Llego' A La Ciudad
4. The Christmas Song Featuring – Natalie Cole
5. The Lord's Prayer Featuring – Mormon Tabernacle Choir
6. What Child Is This Featuring – Mary J. Blige
7. Venid, Adoremos
8. El Abeto
9. Jingle Bells Featuring – The Muppets
10. Noche De Paz
11. Blue Christmas
12. Santa La Noche
13. Caro Gesu' Bambino
14. Bajas De Las Estrellas
15. Dios Nos Bendecirá
16. I Believe Featuring – Katherine Jenkins

## Formazione
- Andrea Bocelli - voce, flauto, melodica
- David Foster - pianoforte, tastiera, organo Hammond
- Jochem Van Der Saag - programmazione
- Brian Bomberg - basso
- Dean Parks - chitarra ritmica
- Vinnie Colaiuta - batteria
- Daniele Bonaviri - chitarra solista
- Maurice Murphy - tromba

## Classifiche

### Classifiche settimanali
| Classifica (2009)               | Posizione massima |
| ------------------------------- | ----------------- |
| Australia                       | 27                |
| Austria                         | 11                |
| Belgio (Fiandre)                | 11                |
| Belgio (Vallonia)               | 64                |
| Canada                          | 2                 |
| Finlandia                       | 2                 |
| Germania                        | 42                |
| Giappone                        | 142               |
| Grecia                          | 4                 |
| Irlanda                         | 7                 |
| Italia                          | 1                 |
| Messico                         | 29                |
| Norvegia                        | 4                 |
| Nuova Zelanda                   | 29                |
| Paesi Bassi                     | 6                 |
| Polonia                         | 1                 |
| Portogallo                      | 5                 |
| Regno Unito                     | 18                |
| Repubblica Ceca                 | 3                 |
| Spagna                          | 70                |
| Stati Uniti                     | 2                 |
| Stati Uniti (Versione spagnola) | 180               |
| Svezia                          | 9                 |
| Svizzera                        | 6                 |
| Ungheria                        | 1                 |
| Classifica (2017)               | Posizione massima |
| Slovacchia                      | 13                |

### Classifiche di fine anno
| Classifica (2009) | Posizione |
| ----------------- | --------- |
| Italia            | 4         |
| Ungheria          | 2         |
| Classifica (2010) | Posizione |
| Canada            | 5         |
| Europa            | 75        |
| Italia            | 60        |
| Paesi Bassi       | 97        |
| Regno Unito       | 97        |
| Stati Uniti       | 6         |
| Svizzera          | 79        |
| Ungheria          | 18        |
| Classifica (2011) | Posizione |
| Stati Uniti       | 83        |
| Classifica (2012) | Posizione |
| Stati Uniti       | 125       |

## Successo di vendita internazionale
Il successo dell'album è stato talmente grande, che al 17 dicembre 2009 il disco aveva già superato le 4 milioni di copie vendute. Alla fine del 2009 l'album si è classificato al decimo posto della classifica annuale delle vendite a livello mondiale, con oltre 5 milioni di copie vendute.
Negli Stati Uniti d'America le copie vendute durante il 2009 sono state 2 207 000 ed hanno consentito a My Christmas di ottenere il doppio disco di platino e di raggiungere la quinta posizione della classifica degli album più venduti negli USA durante l'anno.
In Italia My Christmas, dopo aver raggiunto la prima posizione per 3 settimane, è stato il 4º album più venduto durante il 2009.